# Bundesautobahn 59
Pour les articles homonymes, voir A59.
La Bundesautobahn 59 (ou BAB 59, A59 ou Autobahn 59) est une autoroute mesurant 70 kilomètres.

## Tracé
L'autoroute A59 relie Dinslaken à Bonn.
Elle a la particularité d'être divisée en 3 segments disjoints :
- Un premier segment allant de Dinslaken à Duisbourg.
- Un deuxième segment commençant au sud de Düsseldorf jusqu'aux environs de Cologne.

- Enfin, la dernière partie reprend au sud de Cologne pour atteindre la ville de Bonn.